# سكراتشمين آبو
سكراتشمين آبو هو أحد شخصيات انمي مانغا ون بيس وواحد من الأحد عشر السوبرنوفا وأيضا هو كابتن قراصنة على الهواء، وقد شكل تحالف مع القرصان يوستاس كيد وباسيل هوكينز في العالم الجديد، وتوجد على رأسه مكافأة مالية قدرها 350.000.000 بيلي وكانت السابقة 198.000.000 بيلي.

## البطاقة الشخصية
الاسم باليابانية: ス ク ラ ッ チ メ ン · ア プ ー
الاسم بالأنجليزية: Scratchmen Apoo
الاسم بالعربية: سكراتشمين آبو
أول ظهور في المانغا: الفصل 498
أول ظهور في الانمي: الحلقة 392
الانتمائات: قراصنة على الهواء
المهنة: كابتن قراصنة، موسيقار
العمر: 31 سنة، 29 سنة (قبل عامين)
الطول: 256 سم
اللقب: زئير البحر
المكافأة: 350.000.000 بيلي

## مظهره
آبو هو من قبيلة الاذرع الطويلة في الجراند لاين، ومن الصفات المميزة لآبو هي اذرعه الطويلة بشكل غير طبيعي، وهو يمتلك اثنين من مفاصل الكوع وذلك يجعلها أطول بكثير من البشر العاديين، وأيضا هذه الميزة تساعده في قدرات فاكهة الشيطان الخاصة به بتحويل ذراعه إلى آلات موسيقية بسهولة، وأيضا صدر آبو واسع قليلا وهو يساعده بالقرع عليه مثل الطبول، وأيضا الفك السفلي لآبو وساع أكثر من العلوي، واكثر ما يميزه هي صفاته التي تظهر شكله كأنه آلة موسيقية، فأسنانه تشبه البيانو، وأيضا هو يستخدم الموسيقى للقتال، وأيضا يرتدي آبو سماعات الموسيقى لونها برتقالي على اذنيه، ونظارات لونها اصفر، وهو يرتدي الزي الصيني الرسمي ذو اللون الأحمر ويوجد عليه رسم على شكل زهرة في المنتصف، ويرتدي آبو وشاح اصفر يلفه حول خصره، ويمتلك آبو شعر لونه بني داكن طويل يلفه بشكل ذيل حصان، وبعد عامين أصبح آبو يرتدي زي صيني آخر لونه زهري مع خطوط بيضاء عليه، وأصبح يلف وشاح لونه ازرق على خصره.

## شخصيته
آبو هو شخصية كوميدية، يبدو آبو بأنه شخص ليس سلبي ولا يؤذي الناس بدون اسباب، ونتيجة لذلك فهو عادة دفاعي خلال موجهاته كما حدث ضد يوستاس كيد في ارخبيل شابوندي حيث طلب تأجيل القتال إلى وقت لاحق ووافق كيد، ولكن قد يغضب آبو احيانا من الآخرين، وأيضا عندما يواجه آبو خصما قويا هو يفضل الهرب لكن يجب عليه ان يستفز خصمه اولا

و أيضا آبو شخص مدرك للأمور حيث أنه عرف بأن رورونوا زورو كان ينوي قتل التنين السماوي شارلوس بعد أن إطلاق الاخير النار عليه

و يكره آبو بأن يقوم شخص بتوضيح له الامور كما اخبره أحد افراد طاقمه بأن كيزارو سيقتل الجميع

و بعد عامين أصبح آبو أكثر حذرا، معتبرا انه استدعي من قبل عدو فيجب عليه ان يكون حذرا، وقد قال آبو بأن القرصان يوستاس كيد شخص سيئ لا يجب التحالف معه وقد اثار الفوضى مع طاقمه في قاعدة كيد وظن انه يوجد قناص تابع لكيد في مكان ما.

## قوته وقدراته
سكراتشمين آبو هو محترف في فن الدفاع عن النفس، ولم تعرف جميع قدراته لكنه قادر على القفز العالي كما حدث في قتاله ضد كيد وضد الادميرال كيزارو.

### فاكهة الشيطان
يبدو بأن فاكهة الشيطان الخاصة بآبو متعلقة بالموسيقى، وتعرف مهارته باسم محارب الموسيقى وهي تسمح له بتحويل أي جزء من أجزاء جسده إلى آلة موسيقية (مثلا تحويل اسنانه إلى بيانو ويده إلى ساكسفون), ومن خلال عزفه يمكن للموسيقى ان تسبب اضرار لخصمه وهي لها اثار منومة.

### تقنياته
خدش شاندون , وهي يقوم آبو بتحويل أجزائه إلى ادوات موسيقية مختلفة وإصدار موسيقى وهي تقوم بأضعاف حركة خصمه مثل ما فعل ضد الباسيفيشتا وكيزارو

دون وتعني الانفجار، يقوم آبو بتفجير جسد خصمه وقطعه إلى قطع بواسطة الموسيقى، وقد نفذها ضد كيزارو.

## احداث أرخبيل شابوندي
بعد رحلة طويلة في الجراندلاين تمكن آبو وطاقمه من الوصول إلى جزيرة ارخبيل شابوندي وبدأوا يعدون انفسهم للذهاب إلى العالم الجديد، وفي البستان رقم 24 حدث قتال بسيط بينه وبين الكابتن كيد وانتهى بتأجيل القتال إلى العالم الجديد 

و قد اكمل بعدها آبو وطاقمه اقامتهم في شابوندي، وقد شهدو قسوة نبلاء العالم على الناس وقد صدم آبو عندما شاهد رورونوا زورو يدافع عن رجل وقد حاول زورو قتل نبيل العالم لكن اوقفته جولري بوني، وبعدها ظهرت نية لآبو بقتل زورو بسبب الخطر الذي كان سيحدث

و عندما سمع آبو بخبر ضرب مونكي دي لوفي لنبيل العالم، بدى مترددا في الهرب وقد اراد ان يعرف ماذا سيحدث بقراصنة قبعة القش، ومثل إكس دريك اراد ان يعرف أي ادميرال سياتي إلى شابوندي من اجل قراصنة قبعة القش، وعلى الرغم من اصرار طاقمه على مغادرة الجزيرة اصر آبو على البقاء وقد اراد ان يغضب كيزارو قبل ذهابه

و في وقت لاحق بدأت معركة بين كيزارو والباسيفيشتا ضد باسيل هوكينز، آوروج وإكس دريك وقد ظهر آبو وهو يشاهد القتال من فوق مبنى وهو متحمس وقد شعر بالمتعة بقوة فاكهة الزون الخاصة بدريك (تحول إلى ديناصور) وأيضا شهد تلقى اوروج ركلة من كيزارو حطمته وشاهد آبو تأثر عيون هوكينز بشدة بضوء كيزارو

و قد انقذ آبو هوكينز من كيزارو وذلك عن طريق الموسيقى من مختلف أجزاء جسمه، وقد اذهبلت قدراته كيزارو ودريك وهوكينز حتى الباسيفيشتا كانت غير قادرة على الحركة، وقد أطلق آبو موجة صوتية قطعت يد كيزارو وقد استمر في العزف إلى أن قرع على صدره واصدر موجة متفجرة قسمت جسم كيزارو إلى نصفين واسقطته

و بعدها ركض آبو بعيدا وهو يقفز، لكن فجأة نهض كيزارو وعاد إلى وضعه الطبيعي بفضل فاكهة اللوجيا، وقد استخدم سرعة الضوء كي يلحق بآبو ولحق به ومن ثم قام بركله بقوة جلعت آبو يغمى عليه تماما وقد كانت هذه في الحلقة 402 من الانمي.

## حرب المارينفورد
ظهر آبو في شابوندي وهو يشاهد على الشاشات ماذا يحدث في المارينفورد، وقد قال لأحد طاقمه بان قوات البحرية قطعت البث لوجود شيء ما لا يريد أحد ان يعرفه.

## تحالف القراصنة
شكل آبو تحالف مع كل من يوستاس كيد وباسيل هوكينز ولكن كان هناك خلاف بين آبو وكيد ادى إلى شجار حيث كاد كيد ان يقتل آبو لكن اوقفهم كيلر واصر على تكوين تحالف، وقد تبين بعد فترة بأنهم قد شكلوا تحالف واختارو اليونيكو شانكس كي يسقطوه.

## معاركه
- آبو ضد يوستاس كيد

النتيجة: تم تأجيل القتال
- آبو، هوكينز، آوروج ودريك ضد كيزارو والباسيفيشتا

النتيجة: فوز كيزارو والباسفيشتا

## هوامش
آبو مشتق من القراصن الحقيقي شوي آبزاز آبو

آبو مثل العديد من شخصيات ون بيس يمتلك ضحكة خاصة وهي «آباآباآباآباآباآبا»

آبو حصل على المرتبة 75 لأكثر شخصية شعبية في ون بيس داخل اليابان.